# جدول مدال‌های المپیک زمستانی ۱۹۷۶
جدول مدال بازی‌های المپیک زمستانی ۱۹۷۶ فهرستی از مدال‌های کسب شده توسط ورزشکاران است که در طول برگزاری بازی‌های المپیک زمستانی سال ۱۹۷۶ میلادی که در اینسبروک اتریش برگزار شد.

## جدول مدال‌ها
رتبه بندی این جدول توسط کمیته بین المللی المپیک (ioc) اعلام شده است.
      کشور میزبان (اتریش)
| رتبه                    | کشور                      | طلا | نقره | برنز | مجموع |
| ۱                       | اتحاد شوروی (URS)         | ۱۳  | ۶    | ۸    | ۲۷    |
| ۲                       | آلمان شرقی (GDR)          | ۷   | ۵    | ۷    | ۱۹    |
| ۳                       | ایالات متحده آمریکا (USA) | ۳   | ۳    | ۴    | ۱۰    |
| ۴                       | نروژ (NOR)                | ۳   | ۳    | ۱    | ۷     |
| ۵                       | آلمان غربی (FRG)          | ۲   | ۵    | ۳    | ۱۰    |
| ۶                       | فنلاند (FIN)              | ۲   | ۴    | ۱    | ۷     |
| ۷                       | اتریش (AUT)               | ۲   | ۲    | ۲    | ۶     |
| ۸                       | سوئیس (SUI)               | ۱   | ۳    | ۱    | ۵     |
| ۹                       | هلند (NED)                | ۱   | ۲    | ۳    | ۶     |
| ۱۰                      | ایتالیا (ITA)             | ۱   | ۲    | ۱    | ۴     |
| ۱۱                      | کانادا (CAN)              | ۱   | ۱    | ۱    | ۳     |
| ۱۲                      | بریتانیای کبیر (GBR)      | ۱   | ۰    | ۰    | ۱     |
| ۱۳                      | چکسلواکی (TCH)            | ۰   | ۱    | ۰    | ۱     |
| ۱۴                      | لیختن‌اشتاین (LIE)         | ۰   | ۰    | ۲    | ۲     |
| ۱۴                      | سوئد (SWE)                | ۰   | ۰    | ۲    | ۲     |
| ۱۶                      | فرانسه (FRA)              | ۰   | ۰    | ۱    | ۱     |
| مجموع (۱۶ کمیته المپیک) | مجموع (۱۶ کمیته المپیک)   | ۳۷  | ۳۷   | ۳۷   | ۱۱۱   |